# Västertälje socken
Västertälje socken i Södermanland ingick i Öknebo härad, uppgick 1946 i Södertälje stad. Området utgör numera en del av Södertälje kommun, med en mindre del i Nykvarns kommun. Delen inom Södertälje kommun utgör ungefär Västertälje distrikt.
Socknens areal var 22,94 kvadratkilometer, varav 20,62 land.  År 1946 fanns här 951 invånare. Godsen Lina och Hanstavik låg i socknen, liksom Ragnhildsborgs gård och Telge hus fast dessa låg öster om sundet. Sockenkyrka var Sankta Ragnhilds kyrka som delades med Södertälje stadsförsamling och låg i staden, inte i socknen.

## Administrativ historik
Socknen har medeltida ursprung under namnet Tälje socken i Öknebo härad. Församlingen var gemensam med Östertälje socken och benämndes från början av 1600-talet Södertälje landsförsamling.
Vid kommunreformen 1862 bildades i socknen, det området som utgjorde den västra delen av församlingen, Västertälje landskommun som övertog ansvaret för de borgerliga frågorna. Enligt kungligt brev 6 december 1912 överfördes Saltskog 1/2 till Södertälje stad . Landskommunen uppgick 1946 i Södertälje stad som 1971 ombildades till Södertälje kommun.  Församlingen delades samtidigt 1946 då området motsvarande Västertälje landskommun uppgick i Södertälje stadsförsamling. År 1973 utbröts ur denna ett område ungefär motsvarande den tidigare landskommunen och denna fick namnet Västertälje församling, som i sin tur uppgick 2010 i en nybildad Södertälje församling. När Nykvarns kommun bildades 1999 överfördes dit en del av Södertälje kommun, norr och väster om Måsnaren, som tidigare utgjort ett område i västra Västerälje socken.
Den 1 januari 2016 inrättades distriktet Västertälje, med samma omfattning som Västertälje församling hade 1999/2000 och som ungefär motsvarar detta sockenområde.
Socknen har tillhört län, fögderier, tingslag och domsagor enligt vad som beskrivs i artikeln Öknebo härad. De indelta båtsmännen tillhörde Första Södermanlands båtsmanskompani.

## Geografi
Västertälje socken ligger norr och väster om Södertäljeviken med Måsnaren i väster. Socknen är en starkt kuperad skogsbygd med viss odlingsbygd vid Måsnaren.

## Fornlämningar
Två runristningar har påträffats, den ena, Holmfastristningen på en fast häll och en annan vid stranden norr om ön Kilholm.

## Namnet
Namnet (1279 Telgis) innehåller tagh, 'skära, inskärning, nedskärning' syftande på nedskärningen som bildar vattenvägen genom Södertälje. Någon gång efter att Norrtälje stad grundats 1622 ändrades namnet från Tälje socken till Västertälje socken.